# Maria Treben
Maria Treben, rozená Günzel (27. září 1907 Žatec – 26. července 1991 Grieskirchen) byla rakouská spisovatelka a bylinkářka, která se v 80. letech 20. století stala slavnou díky svým dvěma knihám: Zdraví z boží lékárny a Léčebné úspěchy Marie Treben. Její první kniha byla přeložena do 24 jazyků a prodalo se přes 8 milionů výtisků.

## Život
Narodila se roku 1907 v Žatci jako prostřední ze tří dcer majitele tiskařského obchodu Ignaze Günzela a jeho ženy Marie Anny, rozené Markové. Mariin otec zemřel, když jí bylo 10 let.
Roku 1919 se její rodina přestěhovala do Prahy a Marie studovala na lyceu. Na prázdniny Marie jezdila v rodině nadlesního, kde měla možnost seznámit se s přírodou a jejími zákonitostmi. Vliv na ni měla i matka, která zastávala zdravý životní styl a léčbu přírodními prostředky s využitím poznatků faráře Kneippa.
V dospělém věku pracovala v redakci německých novin Prager Tagblatt a stala se osobní tajemnicí spisovatele Maxe Broda.
V roce 1939 se provdala za Ernsta Gottfrieda Trebena, který pracoval jako elektroinženýr, a spolu s ním se přestěhovala do Kaplice. Roku 1942 se jim narodil syn Kurt. Vedle péče o syna se Marie zaměřila na studium bylin. Čerpala ze starých knih a receptů a setkávala se také s léčiteli.
V roce 1945, po skončení druhé světové války, se stala spolu s manželem Ernstem Gottfriedem Trebenem obětí vyhnání Němců z Československa. Jejich dům zabrala Rudá armáda a Ernst Treben byl zatčen. Několik let žili v uprchlických táborech, ve Wülzburgu přitom ona i syn onemocněli břišním tyfem a museli být odvezeni do nemocnice ve Weißenburgu. Po jejich uzdravení a Ernstově propuštění na svobodu našla rodina útočiště v Rakousku a v roce 1951 se usadili v Grieskirchenu.
Zemřela v roce 1991.

## Léčebné prostředky
Používala tradiční přírodní prostředky z Německa a východní Evropy, a to pouze místní byliny. Součástí léčby byly vždy rady v oblasti výživy. Běžně používala tymián, vlaštovičník větší, česnek medvědí, rozrazil, puškvorec, heřmánek, kopřivu a kontryhel. Léčila širokou škálu potíží od lupénky přes zácpu a cukrovku až po nespavost. Používala své vlastní recepty i tradiční léčivé prostředky jako Švédské kapky, o kterých věřila, že jsou všelékem.
Marie byla silně věřící a v Rakousku publikovala v církevních novinách. Byla přesvědčena, že léčebný účinek mají nejen byliny, ale také víra a modlitba.
Treben se účastnila seminářů a přednášela na konferencích o přírodních léčebných prostředcích nejen v Rakousku, ale i v Itálii, Německu a celé Evropě, roku 1984 byla pozvána také do USA. Její přednášky přitahovaly stovky lidí. Je vnímána jako průkopnice obnoveného zájmu o přírodní prostředky a tradiční medicínu na konci 20. století.
Některé z jejích prostředků a rad se ukázaly jako kontroverzní, stejně jako všechny přírodní léčebné kúry, neboť je obtížné prokázat jejich účinnost. Přesto jsou její díla stále populární a jsou zmiňována kvůli jejím podrobným znalostem evropských léčivých bylin.